# Wambui Mwangi
Wambui Mwangi, född i Nairobi, är en kenyansk författare och bloggare, bosatt i Nairobi och Toronto i Kanada, där hon undervisar vid University of Toronto.
Den litterära bloggen Diary of a Mad Kenyan Woman har gjort henne känd långt över såväl geografiska som kulturella gränser. Mwangi skriver även skönlitteratur, facklitteratur och poesi. Hennes senaste prosaverk, Internally Misplaced, publicerades i något förkortad version i tidskriften 10TALs Kenyanummer 2010. Det handlar om våldsamheterna som utbröt efter 2007 års parlaments- och presidentval.